# В высших сферах
«В высших сферах» (англ. In High Places) — роман канадского писателя Артура Хейли. Написан в 1962 году. Роман повествует о канадской политике. 

## Описание сюжета
Действие романа происходит в XX веке в Канаде.
Премьер-министр Канады Джеймс Хауден, озабоченный ростом конфронтации с советским лагерем, решает заключить договор о коллективной обороне с США, согласно которому Канада во многом утратит самостоятельность во внешней политике, вооружённые силы перейдут под американский контроль. Но в этом случае перехват советских ракет произойдёт не над Канадой, с неминуемым обширным радиоактивным заражением канадской земли а над безлюдными просторами Арктики. На встрече с президентом США Хаудену удаётся выторговать Аляску, там пройдёт референдум, по итогам которого Аляска сможет войти в состав Канады, если того пожелает её население. 
Над головой Хаудена и правящей партии собираются тучи. Министерство по делам иммиграции, которым руководит давний соратник Хаудена Харви Уоррендер, своим бескомпромиссным соблюдением законов постоянно настраивает против себя прессу и население. Поведение самого Уоррендера также внушает опасения. Хауден не может отправить его в отставку, на заре карьеры они заключили сделку: перед решающими выборами за лидерство в партии Уоррендер сошёл с гонки и призвал своих сторонников голосовать за Хаудена в обмен на пост министра и концессию в телебизнесе. Условия сделки, записанные на подвернувшемся буклете, надёжно спрятаны у Уоррендера. 
Пресса и общество заинтересовываются историей молодого матроса Анри Дюваля, лица без гражданства, плавающего «зайцем» на борту океанского теплохода «Вастервик», во всех портах ему отказывают в разрешении сойти на берег. Влиятельный и богатый сенатор от оппозиции Ричард Деверо решает раздуть шумиху из этого дела. Он нанимает молодого адвоката Элана Мейтленда, который соглашается представлять интересы Дюваля. Ему удаётся найти юридические зацепки, благодаря которым суд начинает рассмотрение этого дела. Председатель суда Уиллис даже тайком подсказывает Мейтленду прецедент, усиливающий позицию Дюваля. 
Дело доходит до обсуждения в парламенте, оппозиция представляет партию Хаудена как ведущую бесчеловечную политику. Однако Хаудену удаётся мастерский ход: он призывает передать дело Дюваля в ООН. Тем не менее Уоррендер выходит из себя, устраивает скандал и нивелирует успех Хаудена. Секретарша Хаудена Милли Фридман замечает копию буклета Уоррендера и сообщает об этом своему возлюбленному, главе партийного аппарата Брайану Ричардсону. Порывшись в памяти, он, заключив сделку с чиновником из министерства обороны, находит компромат на Уоррендера. Единственный сын Уоррендера, герой, павший на войне, которого он боготворит, на самом деле струсил в первом же бою, покинул поле боя и повесился в ожидании трибунала. Уоррендер соглашается отдать буклет, но затем его добивает очередной припадок психической болезни, которой он давно страдал, и буклет находит прибывший на помощь сосед, лидер оппозиции Бонар Дейц. Тем не менее Дейц отдаёт буклет Хаудену, отказавшись от перспективы погубить карьеру своего противника. В кабинете происходит раскол, министр обороны Несбиттсон с несколькими членами партии переходит в оппозицию. Хауден готовится произнести речь о договоре с США в парламенте.
Деверо предлагает Мейтленду провалить дело Дюваля в обмен на денежное вознаграждение, работу в своём бизнесе и обещает не препятствовать Мейтленду ухаживать за его внучкой Шерон. Он считает, что Дюваль не сможет интегрироваться в канадском обществе, «рассыплется» на берегу и будет подрывать имидж оппозиции. Возмущённый адвокат отказывается, но в день решающего заседания суда, постановившего оставить Дюваля на берегу, убеждается в правоте сенатора.